# (4029) Bridges
(4029) Bridges es un asteroide perteneciente al cinturón de asteroides, descubierto el 24 de mayo de 1982 por Carolyn Shoemaker desde el Observatorio del Monte Palomar, Estados Unidos.

## Designación y nombre
Designado provisionalmente como 1982 KC1. Fue nombrado Bridges en honor a la cartógrafa planetaria estadounidense Patricia M. Bridges.